# Equação de Winter
A equação de Winter é uma fórmula usada para avaliar a compensação respiratória que ocorre quando há um distúrbio metabólico ácido-básico. É calculada como:
{\displaystyle P_{CO_{2}}=(1.5\times HCO_{3}^{-})+8\pm 2},
onde HCO3- é dado em mEq/L e PCO2 é dado em mmHg.
A equação retorna um valor esperado para a PCO2 do paciente. Após, o valor real é comparado com o esperado, ocorrendo uma das seguintes situações:
1. Os dois valores são semelhantes: Compensação respiratória adequada.
2. A PCO2 real é maior que a esperada: acidose respiratória associada.
3. A PCO2 real é menor que a esperada: alcalose respiratória associada.